# Isotima bicarinata
Isotima bicarinata là một loài tò vò trong họ Ichneumonidae.